# Malimbe d'Ibadan
El malimbe d'Ibadan (Malimbus ibadanensis) és un ocell de la família dels ploceids (Ploceidae).

## Hàbitat i distribució
Habita les sabanes, vegetació secundària, terres de conreu i ciutats del sud-oest de Nigèria.